# Calymperes lonchophyllum
Calymperes lonchophyllum är en bladmossart som beskrevs av Schwaegrichen 1816. Calymperes lonchophyllum ingår i släktet Calymperes och familjen Calymperaceae. Inga underarter finns listade i Catalogue of Life.